# Toplica (rijeka u Hrvatskoj)
Toplica je hrvatska rijeka u Bjelovarsko-bilogorskoj županiji, lijeva pritoka Ilove. Izvire na Papuku, kod naselja Dobra Kuća i vrha Vrani kamen (712 m). Duga je 37 km. Protječe kroz grad Daruvar.
Rijeka Toplica prolazi kroz sljedeća naselja: Dobra Kuća, Vukovije, Batinjska Rijeka, Batinjani, Daruvarski Vinogradi, Donji Daruvar, Daruvar, Gornji Daruvar, Ljudevit Selo, Lipovac Majur, Daruvarski Brestovac, Brestovačka Brda, Dežanovac, Imsovac, Kreštelovac i Sokolovac. Kod naselja Kajgana i grada Garešnice se ulijeva u Ilovu.